# Warjasch (Ukraine)
Warjasch (ukrainisch und russisch Варяж – 1951 bis 1989 Новоукраїнка Nowoukrajinka, polnisch Waręż) ist ein in der Westukraine liegendes Dorf mit etwa 825 Einwohnern. Es befindet sich an der Grenze zu Polen, etwa 75 Kilometer nördlich der Oblasthauptstadt Lwiw und 14 Kilometer westlich der ehemaligen Rajonshauptstadt Sokal.
Am 12. Juni 2020 wurde das Dorf ein Teil der neu gegründeten Stadtgemeinde Sokal im Rajon Tscherwonohrad, bis dahin bildete es zusammen mit den Dörfern Leschkiw (Лешків), Lubniwka (Лубнівка) und Russyn (Русин) eine Landratsgemeinde im Rajon Sokal.
Westlich des Ortes befindet sich der Grenzübergang nach Polen zum Dorf Uśmierz.

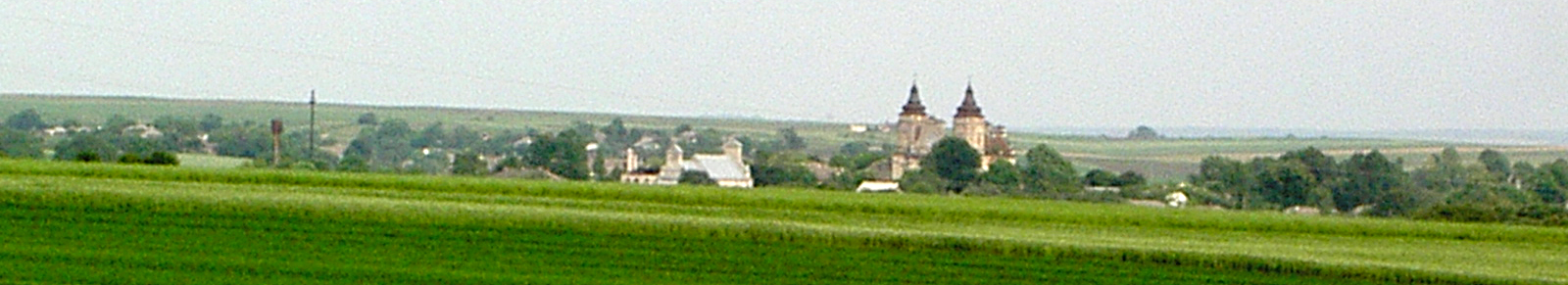
Panoramablick auf den Ort von Polen aus gesehen

## Geschichte
Die Ortschaft wurde 1419 zum ersten Mal schriftlich erwähnt und erhielt 1538 das Magdeburger Stadtrecht. Sie lag damals zunächst in der Woiwodschaft Bełz als Teil der Adelsrepublik Polen. Die Stadt gehörte ab 1772 bis 1918 zum österreichischen Galizien und kam nach dem Ende des Ersten Weltkrieges zu Polen (in der Woiwodschaft Lwów, Powiat Sokal, Gmina Waręż), wurde im Zweiten Weltkrieg von September 1939 bis Sommer 1941 von der Sowjetunion, danach bis 1944 von Deutschland besetzt und kam nach Kriegsende wieder zu Polen.
Im Zuge des Polnisch-Sowjetischen Gebietsaustausches 1951 kam die Stadt und das Umland wegen ihrer großen Kohlevorkommen zur Sowjetunion, dort wurde sie Teil der Ukrainischen SSR, verlor ihren Stadtstatus, wurde 1951 in Nowoukrajinka/Nowoukrainka umbenannt (bis zum 11. Oktober 1989) und ist seit 1991 ein Teil der unabhängigen Ukraine.
Sehenswert im Ort ist vor allem die Ruine der Kirche des Heiligen Markus welche Ende des 17. Jahrhunderts erbaut wurde.